# Pilagás
Los pilagás o pilagaes (en idioma pilagá: pit´laxá) son un pueblo indígena del grupo de los guaicurúes que habita en el centro de la provincia de Formosa en Argentina. Algunos grupos emigrados también viven en la provincia del Chaco y en la provincia de Santa Fe.
Su lengua forma parte de la familia lingüística mataco-guaicurú. Están muy relacionados con los tobas y unos 2000 hablan su propio idioma, junto con el idioma español. Desde 1996 escriben el pilagá en un alfabeto latino de 4 vocales y 19 consonantes. 
Han podido conservar gran parte de su cultura autóctona. Son de estatura alta y complexión fuerte. Antiguamente fueron cazadores y recolectores. Entre los frutos que recolectaban estaban los del algarrobo, chañar, mistol, tuna y del molle.

## Historia

Bandera del pueblo pilagá usada por organizaciones como la Federación Pilagá.

Los primeros registros históricos sobre los pilagás son del siglo XVII, cuando habitaban el este de las provincias del Chaco y Formosa sobre el río Paraguay junto a otros grupos como los abipones, los mocovíes y los tobas. Los guaraníes del Paraguay llamaron a estos pueblos «frentones» por la costumbre de raparse la parte delantera de la cabeza. Las fuentes históricas los denominan yapitalaguás, zapitalagá (Guido Boggiani, 1898: 619), pitilagá (Félix de Azara, 1836: 396), pitelahá, pitaleaes (Francisco Morillo, 1837), zapitalaguas; zapitilingas (Nicolás del Techo, 1628: 295-296), yadpitilaga, apitolagas, guaycurure (Alfred Métraux, 1946a; Enrique Palavecino, 1933a). Frecuentemente se los confundía con los tobas del oeste, con quienes están históricamente relacionados, tanto lingüística como culturalmente, como también por alianzas militares y relaciones familiares. Durante el siglo XVII los guaicurúes se expandieron por el Chaco Austral y Central hacia el oeste en continuas guerras con grupos mataco-mataguayos. La expansión se detuvo a mediados del siglo XVIII por la presión militar española que los desplazó del río Bermejo, encontrándose los pilagás a fines del siglo XVIII en los bañados entre los ríos Pilcomayo y Paraguay hasta la zona de Fortín Yunká al oeste y el medio de la provincia de Formosa al sur.

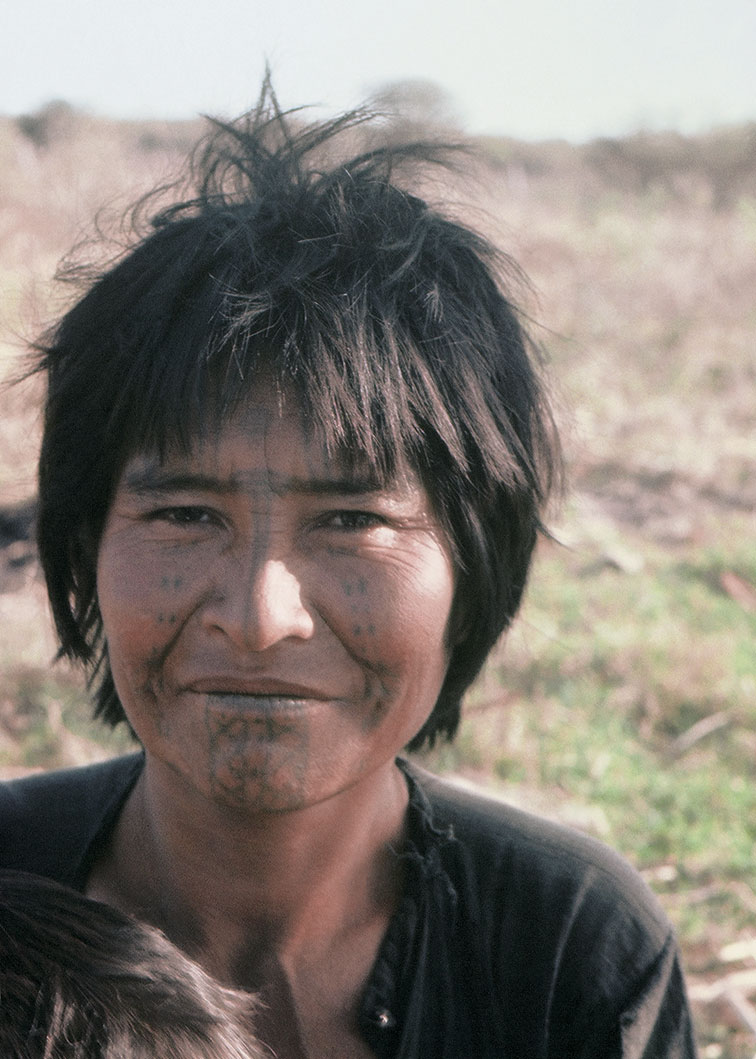
Mujer pilagá con tatuajes tradicionales, por Grete Stern.

Al finalizar la guerra de la Triple Alianza (1864-1870), Argentina comenzó la ocupación del Chaco Austral y Central, creándose la gobernación del Chaco en 1872, que fue dividida en 1884 quedando los pilagás dentro del área asignada al Territorio Nacional de Formosa. Luego de sucesivas campañas expansivas, el 1 de septiembre de 1899 el general Lorenzo Vintter inició una campaña militar al mando de 1700 hombres que llevó la línea de frontera hasta el río Pilcomayo, concluyendo con la ocupación militar efectiva del Chaco argentino. Las tierras pilagás y de otros pueblos fueron ocupadas por colonos, y los indígenas que sobrevivieron a la guerra y a las enfermedades nuevas para ellos fueron utilizados en las plantaciones de algodón e ingenios azucareros, como auxiliares de las fuerzas militares o deportados como prisioneros a la isla Martín García. Muchas mujeres y niños fueron enviados a trabajar como criados de las familias de los centros urbanos. Desde principios del siglo XX, los pilagás remanentes se desplazaron hacia el interior de la provincia de Formosa, y luego algunos se establecieron en la ciudad de Formosa. Esto hizo que se diferenciaran en dos grupos: los “del bañado”, ubicados al oeste, y los “de Navagán”, en el este.
En 1901, el gobierno de Julio Argentino Roca acordó con la Orden Franciscana del convento de San Carlos Borromeo de San Lorenzo (Santa Fe) la fundación de dos reducciones indígenas en el Territorio Nacional de Formosa, una de las cuales fue la misión de San Francisco Solano de Tacaaglé. Fue fundada por el franciscano Terencio Marcucci el 21 de marzo de 1901 con 150 tobas y pilagás, mayormente provenientes del Chaco Boreal paraguayo. Ocupaba un terreno de 20 000 hectáreas cerca del río Pilcomayo, dentro del cual fue trasladada varias veces. Al provincializarse Formosa en 1955, la misión pasó al control civil, derivando en el pueblo de Misión Tacaaglé.
A grupos pilagás fue inicialmente atribuida la masacre de Fortín Yunká, también conocida como «el último malón», que tuvo lugar el 19 de marzo de 1919 contra miembros del Ejército Argentino. En ella fueron muertas quince personas: el jefe y la guarnición militar del fortín, y miembros de sus familias. Como consecuencia de las represalias posteriores llevadas a cabo por tropas argentinas, un número indeterminado de indígenas resultaron muertos o desplazados de sus territorios originales. Investigaciones posteriores sugieren que los responsables fueron grupos makás del Paraguay.
El 1 de abril de 2005 la Federación Pilagá inició una demanda civil contra el Estado nacional en el Juzgado Federal de Formosa, reclamando una indemnización económica por la matanza de pilagás ocurrida en octubre de 1947, conocida como masacre de Rincón Bomba, llevada a cabo durante el primer mandato presidencial de Juan Domingo Perón, que fue declarada crimen de lesa humanidad.

## Población
La Encuesta Complementaria de Pueblos Indígenas (ECPI) 2004-2005, complementaria del Censo Nacional de Población, Hogares y Viviendas 2001 de Argentina, dio como resultado que se reconocieron o descienden en primera generación del pueblo pilagá 4465 personas en Argentina (3867 residiendo en comunidades), de las cuales 3948 vivían en la provincia de Formosa y 517 en el resto del país.
El Censo Nacional de Población de 2010 en Argentina reveló la existencia de 5137 personas que se reconocieron como pilagás en todo el país, 4366 de los cuales residían en la provincia de Formosa.

## Comunidades
Desde 1995 el Instituto Nacional de Asuntos Indígenas (INAI) comenzó a reconocer personería jurídica mediante inscripción en el Registro Nacional de Comunidades Indígenas (Renaci) a comunidades indígenas de Argentina, entre ellas a 17 comunidades pilagás del departamento Patiño de la provincia de Formosa:
- Comunidad Pilagá Chaabolek’ Laurepi (el 13 de agosto de 2009)
- Comunidad Pilaga Qomlase La Esperanza	Pilagá (el 9 de octubre de 2009)
- Asociación Civil Comunidad Aborigen Kilómetro 30 Lote 24 (el 17 de noviembre de 2011)
- Comunidad Aborigen Qacheyein (el 17 de noviembre de 2011)
- Comunidad Aborigen La Invernada (el 10 de agosto de 2011)
- Comunidad Aborigen Ayo (el 10 de agosto de 2011)
- Comunidad Aborigen Cacique Coquero (el 1 de agosto de 2011)
- Comunidad Aborigen Ceferino Namuncurá (el 10 de agosto de 2011)
- Comunidad Aborigen Chico Dawagan (el 12 de septiembre de 2011)
- Comunidad Aborigen de El Ensanche (el 27 de octubre de 2011)
- Comunidad Aborigen Juan Bautista Alberdi (el 12 de septiembre de 2011)
- Laqtasanyi Pilagá pK 14 (el 22 de julio de 2011)
- Comunidad Aborigen Lote 21 (el 12 de septiembre de 2011)
- Comunidad Aborigen Nelagady (el 32 de septiembre de 2011)
- Comunidad Aborigen Pozo Molina (Qanaitq) (el 19 de septiembre de 2011)
- Comunidad Aborigen Qompi Juan Sosa (el 21 de noviembre de 2011)
- Comunidad Aborigen Yancoudi (el 4 de noviembre de 2011)

## Representación de las comunidades
En 2004 fue creado por el INAI el Consejo de Participación Indígena (CPI), reformulado en 2008 orientando sus funciones hacia tareas de acompañamiento y fortalecimiento de las comunidades. Está compuesto por representantes elegidos en asambleas comunitarias por pueblo y por provincia, pero no en la provincia de Formosa, en donde los representantes de cada uno de los tres pueblos indígenas reconocidos en la provincia —wichí, qom y pilagá— son los mismos que integran el directorio del Instituto de Comunidades Aborígenes, elegidos por las comunidades para el ámbito provincial.
El 19 de diciembre de 2011 el INAI inscribió a la Federación de Comunidades Indígenas del Pueblo Pilagá en el Registro Nacional de Organizaciones de Pueblos Indígenas (Renopi). Esta federación agrupa a las comunidades pilagás de la provincia de Formosa y está conformada por un triunvirato ejecutivo elegido en asamblea y tres consejos: Consejo de la Mujer, Consejo de Representantes y Consejo de Ancianos.